# Tongeia zuthus
Tongeia zuthus is een vlinder uit de familie van de Lycaenidae. De wetenschappelijke naam van de soort is voor het eerst gepubliceerd in 1893 door John Henry Leech.
De spanwijdte bedraagt 23-32 millimeter. 
De soort komt voor in westelijk China tussen 1500 en 2600 meter hoogte. De vliegtijd is in juli en augustus.